# Bolles+Wilson

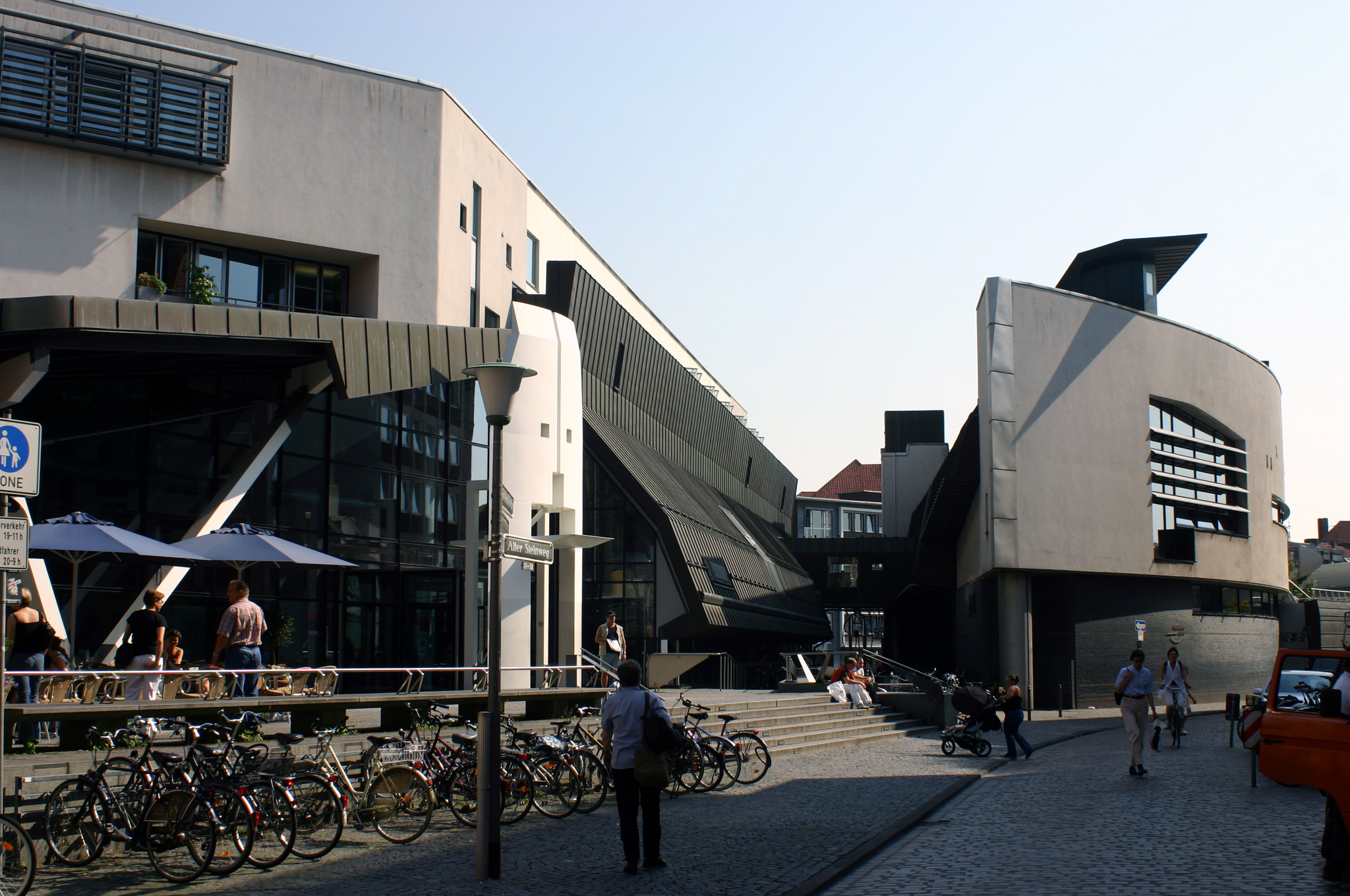
Stadtbücherei Münster

Bolles+Wilson (Eigenschreibweise BOLLES+WILSON) ist ein Architekturbüro mit Sitz im westfälischen Münster. Die Inhaber sind Peter Wilson und seine Frau Julia Bolles-Wilson.

## Geschichte
Peter Wilson und Julia Bolles-Wilson studierten an der Architectural Association School of Architecture in London.
1980 gründete Wilson das Architekturbüro The Wilson Partnership. Nach dem Wettbewerbsgewinn für die Stadtbücherei Münster wurde das Büro als Architekturbüro Bolles Wilson & Partner nach Münster verlegt und unter dem Namen Bolles+Wilson geführt.

## Bauten und Projekte (Auswahl)

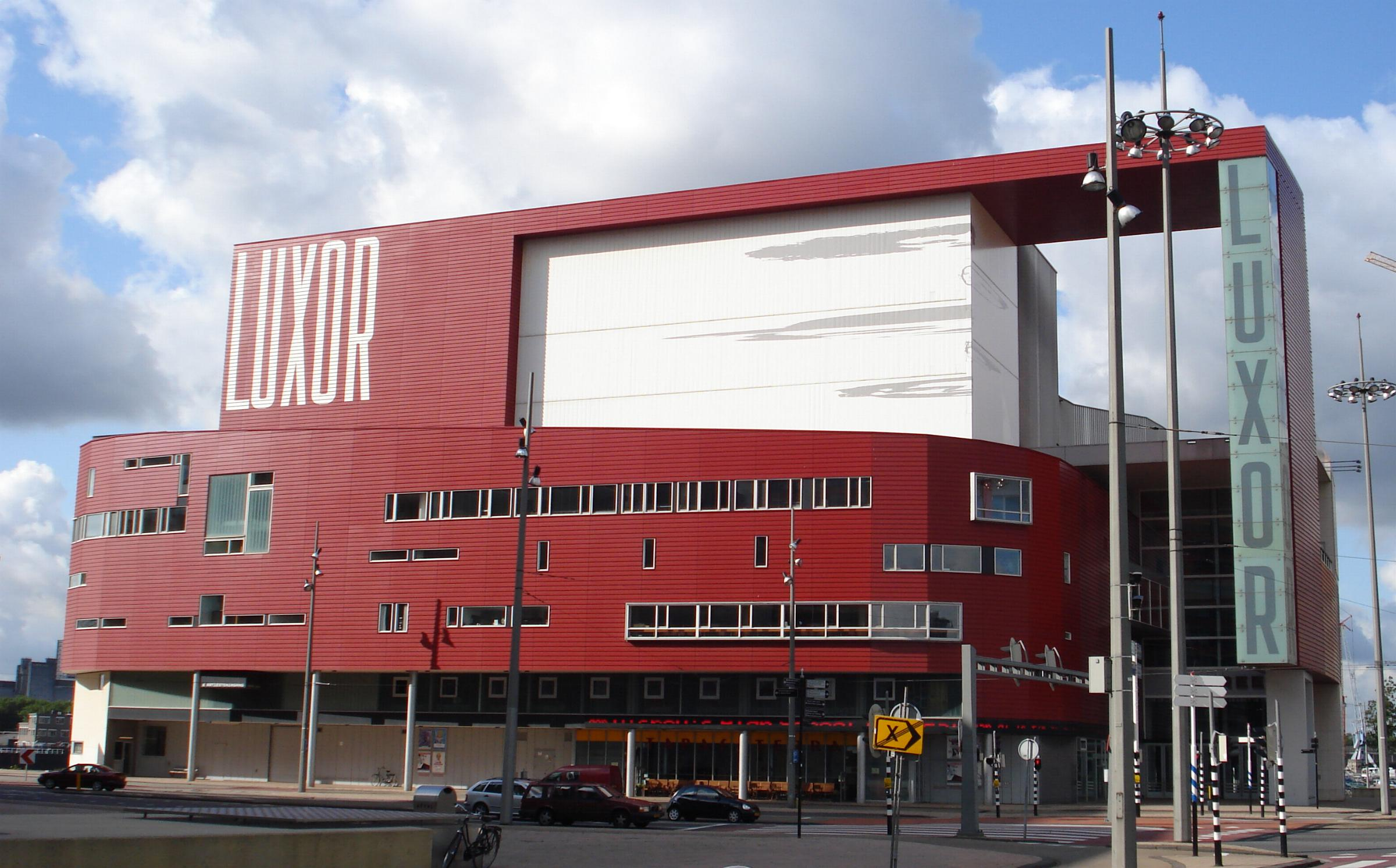
Neues Luxor Theater, Kop van Zuid, Rotterdam

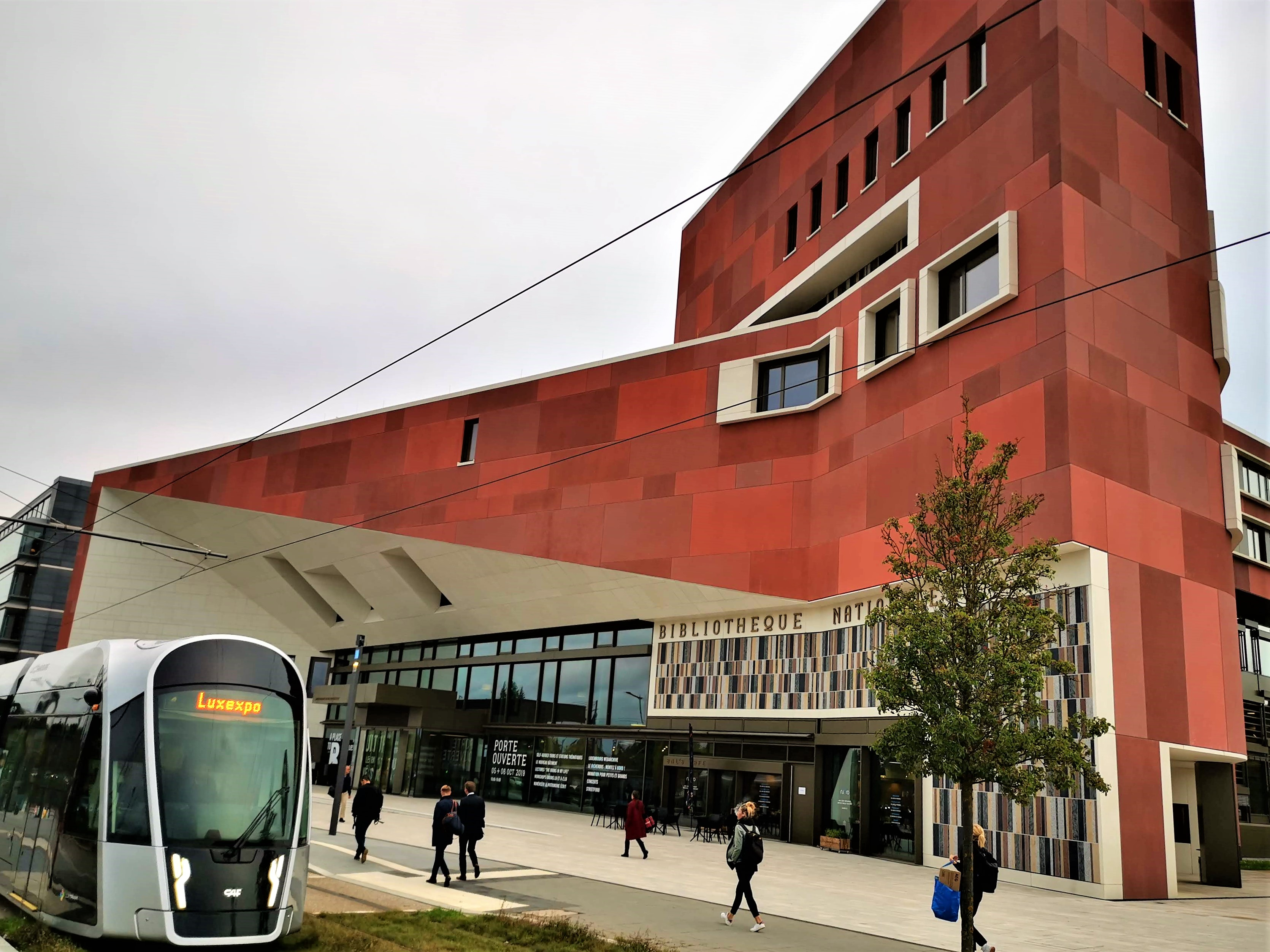
Nationalbibliothek Luxemburg

- Stadtbücherei Münster, 1989–1993 (Anerkennung zum Deutschen Architekturpreis 1995 und Nominierung zum Mies van der Rohe Preis)
- Suzuki Haus, Tokio, 1990 (Goldmedaille der Japanischen Architektenkammer 1994)
- Neues Luxor Theater, Kop van Zuid, Rotterdam, 1998–2001 (Nominierung zum Mies van der Rohe Preis 2001)
- RS+Yellow Möbel, Münster, 2001–2002 (Preis für vorbildliche Handelsarchitektur in NRW 2004)
- Masterplan Falkenried, Hamburg, 1999–2004 (Deutscher Städtebaupreis 2004)
- Europäische Bibliothek für Information und Kultur, Mailand, 1. Preis 2001
- Kaldewei Kompetenz Center, 2004–2005
- Villa vZvdG, Roombeek, Enschede 2005
- Stadtquartier Monteluce, Perugia, 1. Preis 2006 (Premio Urbanistica 2007 – Kategorie Qualität des öffentlichen Raums)
- Spuimarkt Block, Den Haag, 2004–2008 (Bestes Einkaufszentrum NL 2009)
- Am Alten Hafenamt, Überseequartier, HafenCity, Hamburg, Pavillon 2007–2008, Markthalle und Tower 2011–
- RS+Yellow Distribution Centre, Münster 2008–2009, (Deutscher Fassadenpreis 2010[2])
- Neue Stadtbücherei Helmond, 2008–2010
- Loro-Boriçi-Stadion, Shkodra, 2015–2016
- Nationalbibliothek Luxemburg, 2014–2019, zusammen mit WW+ architektur + management sàrl[3]